# Gianni Averaimo
Gianni Averaimo (* 10. September 1964 in Genua) ist ein ehemaliger italienischer Wasserballspieler. 1994 war er Weltmeister und 1993 Europameister.

## Sportliche Karriere
Gianni Averaimo begann seine Karriere im Tor der italienischen Wasserball-Nationalmannschaft Mitte der 1980er Jahre. Insgesamt bestritt er über 300 Länderspiele. Averaimo bildete in der Nationalmannschaft bis 1989 ein Torhütergespann mit Paolo Trapanese, ab 1991 war Averaimo zweiter Torwart hinter Francesco Attolico.
Seine erste internationale Medaille gewann Averaimo bei der Weltmeisterschaft 1986, als die Italiener erst im Finale mit 11:12 gegen die Jugoslawen unterlagen. 1987 siegte Averaimo mit der italienischen Studentenmannschaft bei der Universiade in Zagreb. Bei der Europameisterschaft in Straßburg gewannen die Italiener die Bronzemedaille hinter den Mannschaften aus der Sowjetunion und aus Jugoslawien. Schließlich siegten die Italiener bei den Mittelmeerspielen 1987 in Latakia vor der spanischen Mannschaft. 1988 wirkten Trapanese und Averaimo in allen sieben Spielen beim olympischen Wasserballturnier in Seoul mit. Die italienische Mannschaft belegte den siebten Platz. 1989 bei der Europameisterschaft in Bonn siegte die Mannschaft aus der Bundesrepublik Deutschland vor den Jugoslawen und den Italienern.
1991 bei den Mittelmeerspielen in Athen siegten die Italiener mit den Torhütern Attolico und Averaimo vor den Jugoslawen und den Griechen. Im Jahr darauf war Averaimo bei den Olympischen Spielen 1992 in Barcelona zwar zweiter Torwart hinter Attolico, wurde aber im gesamten Turnier nicht eingesetzt. Im Finale begegneten sich Italien und Spanien. Italien siegte mit 9:8, nachdem Attolico zehn Schüsse pariert hatte. 1993 folgte der erneute Sieg bei den Mittelmeerspielen vor den Kroaten und den Griechen. Bei der Europameisterschaft 1993 gewann die italienische Mannschaft den Titel vor den Ungarn und den Spaniern. Es war der erste Europameistertitel für Italien seit 1947. 1994 fand die Weltmeisterschaft in Rom statt. Die Italiener gewannen ihre Vorrundengruppe vor den Ungarn und die Zwischenrunde vor der russischen Mannschaft. Nach einem 8:5 im Halbfinale gegen Kroatien gewannen die Italiener das Finale gegen Spanien mit 10:5.
Der 1,83 m große Gianni Averaimo spielte 1988 bei Rari Nantes Arenzano. 1991 und 1992 wurde er mit Rari Nantes Savona italienischer Meister.